# Молочай Ярослава
Молоча́й Яросла́ва (лат. Euphorbia yaroslavii) — вид двудольных растений рода Молочай (Euphorbia) семейства Молочайные (Euphorbiaceae). Впервые описан российским ботаником Петром Петровичем Поляковым в 1961 году.
Видовой эпитет дан в честь Ярослава Ивановича Проханова, ботаника, известного исследователя семейства Молочайные.

## Распространение
Эндемик Казахстана.

## Ботаническое описание
Цветки жёлтого цвета, собраны в зонтиковидное соцветие.
Плод — многоорешек.
Ядовитое растение.

## Природоохранная ситуация
Молочай Ярослава занесён в Красную книгу Казахстана.

## Синонимы
Синонимичные названия:
- Euphorbia jaroslavii Poljakov nom. inval.
- Tithymalus yaroslavii (Poljakov) Soják